# لويس روميرو (كاتب)
لويس روميرو (بالإسبانية: Luis Romero)‏ هو كاتب إسباني، ولد في 1916، وتوفي في 2009.